# Anastrepha connexa
Anastrepha connexa är en tvåvingeart som beskrevs av Lima 1934. Anastrepha connexa ingår i släktet Anastrepha och familjen borrflugor. Inga underarter finns listade i Catalogue of Life.